# Expo
Stiftelsen Expo är en svensk stiftelse grundad 1995 med syfte att "upplysa allmänheten om rasism och främlingsfientlighet genom tidningsproduktion och tidningsutgivning". I verksamheten ingår tidskriften Expo och arkivet Expo Research.
Expo är partipolitiskt obunden med en uttalad avsikt att vara partipolitiskt gränsöverskridande och att samla antirasister oavsett övriga åsikter och värderingar. Styrelsen har genom åren bestått av personer med bakgrund i olika delar av samhällslivet och från olika politiska läger.
Stiftelsens styrelseordförande sedan 2023 är Anne Ramberg. Chefredaktör är Anna Fröjd, sedan 2019. Vd och ansvarig utgivare för tidskriften är Daniel Poohl. Tidskriften Expo utkommer med fyra nummer per år, med upplagan 3 500 exemplar (år 2014).

## Historia

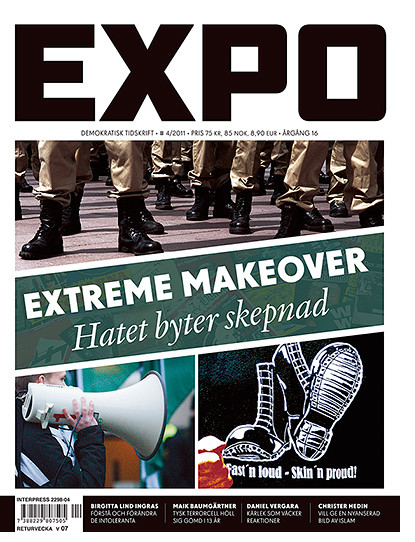
Omslaget för tidskriften Expo, nr 4 2011.

Tidningen Expo grundades 1995 och en stiftelse grundades samtidigt för att driva tidningen. Stiftelsens namn vid bildandet var Hill-stiftelsen (efter Ray Hill, mullvad inom den brittiska fascismen för den antifascistiska tidningen Searchlight). År 2001 bytte stiftelsen namn till Stiftelsen Expo.

### Bakgrund
Efter att Riksförbundet Stoppa Rasismen valt att inte ordna någon motdemonstration vid det högerextrema firandet av Karl XII:s dödsdag i Lund den 30 november 1991 bildade en grupp syndikalister och anarkister gruppen Antifascistisk aktion. På grund av de metoder Antifascistisk aktion använde försvann en del av det breda stöd antirasismrörelsen tidigare haft. I denna aktivistmiljö till vänster om den politiska mitten växte sedan Expo 1995 fram ur Riksförbundet Stoppa Rasismen. Man valde från början att öppna upp organisationen och tog kontakt med samtliga etablerade partier samt olika personer och organisationer i samhället som ställde upp på tidningens plattform.
En målsättning vid grundandet var att finna ett brett stöd för tidningens plattform "att värna om demokrati och yttrandefrihet i kampen mot rasistiska, högerextrema och totalitära ideologier." Redan före starten hade Expo fått med sig de politiska ungdomsförbunden för den tidens riksdagspartier (moderata ungdomsförbundet kom med några nummer senare). Med fanns också företag (som investmentbolaget Proventus), organisationer (som Svenska kommittén mot antisemitism och ABF), privatpersoner, författare, religiösa ledare med flera.
Ur gruppen som var med och grundade Expo namnger Expo själva endast Stieg Larsson, men även Andreas Rosenlund, Jennie K Larsson och Jesper Weithz har angett sig som grundare, samtidigt som Tobias Hübinette hävdar att han var ensam grundare. I den ursprungliga Expogruppen fanns det med personer som varit med i Antifascistisk aktion men där alla enligt Rosenlund hade lämnat den miljön bakom sig när Expo bildades.
Titeln stiliserades i början som eXpo, men byttes till EXPO i samband med det tredje numret 2004. Namnet tog tidningen från ett informationsblad Hübinette tidigare hade gett ut.

### Kunskapsbank och kontakter
Innan Expo startades hade material samlats in för att bygga upp en kunskapsbank kring svensk högerextremism. Kontakter söktes också med forskarvärlden. Pettersson skriver: "Det var också genom kontakter med forskarvärlden och genom att bli erkänd i den akademiska världen som Expo skulle slippa stämpeln som en politisk aktivisttidning och få en expertstatus på sitt område." Även internationella kontakter knöts för att möjliggöra granskningen av hur personkontakter över gränserna såg ut. Redan från start fördes regelbundet samarbete med andra tidningar i Europa, såsom brittiska Searchlight, tyska AntiFaInfo-Blatt, franska Reflex och norska Monitor, för att nå detta syfte.

### Expoaffären – attentat mot Expo och dess återförsäljare
I april 1996 inledde nynazister en kampanj för att med våld och attentat tysta tidningen Expo. De kände inte till var Expos redaktion låg så istället kom attackerna att riktas mot bland annat återförsäljare och lokaler tillhörande de politiska ungdomsförbund som uttalat stöd för Expo, Liberala ungdomsförbundet, Moderata ungdomsförbundet och Sveriges socialdemokratiska ungdomsförbund. 8 maj drabbades Expos tryckeri i Bromma av en attack. Attentatsmännen krossade fönster och sprejade hakkors och texten Tryck inte Expo. Tryckeriet meddelade då att det inte längre kommer trycka tidskriften. Händelserna togs upp stort av svensk media och kallades Expoaffären. Den 10 juni 1996 beslöt både Aftonbladet, under rubriken Tidningen nazisterna vill stoppa, och Expressen att ge ut Expo nummer 3 1996 som bilaga i en totaltupplaga på 800 000 exemplar.

### Nedläggning och samutgivning med tidskriften Svartvitt
Under de första åren var Expos ekonomi kontinuerligt ansträngd. Prenumeranterna var för få för att tidskriften skulle bära sig och medarbetarna kunde bara avlönas sporadiskt. Många redaktionsmedlemmar tröttnade så småningom på att arbeta ideellt och valde att lämna tidningen. Efter att Expo ansökt om 750 000 kronor från Kulturrådet för att kunna ha avlönad personal men endast beviljats 30 000 kronor – pengar som man i ilska och besvikelse returnerade – befann sig Expo i slutet av 1997 på randen till konkurs. Hösten 1997 ställdes utgivningen in och i början av 1998 bestämde man sig för att lägga ned Expo.
Under 1998 gavs Expo ej ut. I april 1998 fanns tre personer kvar från den ursprungliga redaktionen. Tillsammans fattade de beslutet att rekonstruera verksamheten. Under våren 1998 kom Stieg Larsson överens med Kurdo Baksi om att Expo skulle tryckas som en separat del i Baksis tidskrift Svartvitt, samtidigt som tidskrifternas redaktioner förblev självständiga. Det första numret av den sammanslagna tidskriften, som fick namnet Svartvitt med Expo, kom ut 1999. Samutgivningen fortsatte fram till 2002 då Kurdo Baksi lade ned sin tidning efter 15 års utgivning.

### Åter egen tidskrift
Från och med 2003 kom Expo ut som egen tidskrift igen. Expos chefredaktör Stieg Larsson avled hastigt 9 november 2004. Richard Slätt tog då över som chefredaktör och efterföljdes sedan under årsskiftet 2005/2006 av Daniel Poohl.

## Stiftelsen Expo
Stiftelsens stadgar föreskriver sedan bildandet att ”Stiftelsens ändamål är att upplysa allmänheten om rasism och främlingsfientlighet genom tidningsproduktion och tidningsutgivning.” På sin webbplats förklarar man sig utförligare som ”en privat forskningsstiftelse som grundades 1995 i syfte att studera och kartlägga antidemokratiska, högerextrema och rasistiska tendenser i samhället. Verksamheten bedrivs på ideell grund. Stiftelsens plattform värnar demokrati och yttrandefrihet mot rasistiska, högerextrema, antisemitiska och totalitära tendenser i samhället.”
Stiftelsens ordförande under åren 2018-2023 var journalisten och tidigare chefen för Sveriges Radio Kerstin Brunnberg. Tidigare har bland andra den före detta justitieombudsmannen Per-Erik Nilsson varit ordförande för organisationen. Andra som har engagerat sig i styrelsen är till exempel socialdemokraternas tidigare partiledare Mona Sahlin, journalisten Robert Aschberg och konsulten, tidigare moderata kulturministern, Cecilia Stegö Chilò.

### Finansiering
Stiftelsen Expo finansieras delvis genom försäljning av föreläsningar, prenumerationsavgifter, annonser och gåvor. Bland bidragsgivarna (2021) finns bland andra Stieg Larssons familj och bokförlaget Natur & Kultur.
Tidningen Expo har sedan flera år produktionsbidrag från Kulturrådet för utgivning av kulturtidskrift. År 2018 beviljades bidrag på 575 000 kronor, de tre föregående åren var bidraget 475 000 kr per år.
Under 2002 och 2005 mottog Expo sammanlagt 1,1 miljon kronor från (med fem miljoner kronor statsunderstödda) Stiftelsen Hela Sverige – Artister mot nazister.
Stiftelsen Expo erhöll 2001–2002 ekonomiskt stöd om 2,2 miljoner kronor från Allmänna arvsfonden för det tvååriga projektet "Demokrati mot rasism" som syftade till att "definiera metoder som kan motverka rasistiska och extrema gruppers lokala rekrytering av skolungdomar". Projektet involverade "de demokratiska politiska ungdomsförbunden".
År 2015 och 2016 fick Expo statsbidrag ifrån Myndigheten för ungdoms- och civilsamhällesfrågor (MUCF) för projekt om intolerans och våldsbejakande extremism på cirka en halv miljon för vardera året.
Livsmedelsarbetareförbundet utdelade 2014 deras kulturpris till Expo.

## Arkiv, forskning och Expo Research
Stiftelsen Expo innehar vad man kallar "Nordens största samling av rasistiskt och främlingsfientligt material". Arkivet är en del av stiftelsens forskningsverksamhet, Expo Research. Det innehåller rasistiskt och främlingsfientligt material med uppgifter om bland annat den svenska extremhögern och ger underlag för forskning, tidskriftsartiklar och föreläsningar.
Arkivet är öppet för forskare och journalister. En del av det är publicerat på Expos hemsida. Enligt Expos egen uppgift använder även Säkerhetspolisen uppgifter från Expo.

## Övrig verksamhet
Expo bedriver viss opinionsbildning utöver den journalistiska verksamheten i tidskriften och på webbplatsen. Man erbjuder föreläsningspaket om nazism, nazistiska symboler, vit makt-musik, invandringens kostnader, analys av högerextremistisk propaganda och hur man motverkar rasism.
Föreläsningarna ges till de som är intresserade. I synnerhet säljs föreläsningar till lärare, politiker, poliser, socialtjänsten, skolelever och journalister.
Mycket av den övriga verksamheten bedrivs i återkommande samarbeten med andra närliggande organisationer.

### Samarbeten
År 2004–2005 producerade Expo tillsammans med Arbetarnas bildningsförbund och diverse statliga och regionala myndigheter utställningen Skånsk nazism i Malmö. Huvudskälet till utställningen var att i "Skåne finns en utbredd och uttalad främlingsfientlighet och politiskt organiserad rasism."
Efter valet 2006 sammanställde Expo tillsammans med Arbetarnas bildningsförbund, Helene Lööw och Graeme Atkinson ett studiematerial om Sverigedemokraterna, avsett för bland annat lokalpolitiker och journalister, varefter studiecirklar i ABF:s regi anordnats runt om i landet. ABF kom även att skicka studiematerialet till fackförbunden samt arbetade med ett projekt som syftade till "att Sverigedemokraterna inte skulle komma in i EU-parlamentet efter EU-valet år 2009"
I samband med bok- och biblioteksmässan 2006 producerade Expo, Expressen och förlaget Natur & Kultur en skrift om den svenska extremhögern som getts ut som bilaga till expressen och spritts i 150 000 exemplar.
Sedan januari 2008 anordnar man temadagar på skolor tillsammans med den av Kooperativa förbundet grundade stiftelsen Teskedsorden.
Under 2007 inledde Expo ett samarbete med Expressen-journalisten David Baas där man med hjälp av listor över postgiroinbetalningar och listor över samtal som enskilda personer ringt kartlägger personer som skickat SMS-inbetalningar till naziinfluerade politiska organisationer eller köpt böcker från bokförlag som Nordiska förlaget, med kopplingar till sådana organisationer.
Från och med hösten 2011 inledde Expo ett samarbete med Vindelns folkhögskola. Gemensamt kom de att erbjuda en antirasistisk projektledarutbildning – Expo-akademin. Detta blir den första utbildningen i sitt slag i Sverige. Expo-akademin är studiemedelsberättigande.
Tidningen Expo samarbetar bland annat med det engelska antifascistiska magasinet Searchlight och den tyska antifascistiska tidskriften Antifa Infoblatt. Stieg Larsson blev 1982 Skandinavienkorrespondent för Searchlight och Hill-stiftelsen lär ha fått sitt namn efter Ray Hill, välkänd skribent i nämnda tidning.
Den 9 januari 2011 inledde Expo ett samarbete med den norska organisationen Vepsen, vars grundare Henrik Lunde förespråkar bred samling inom den antirasistiska rörelsen, vilket även inkluderar Blitz och AFA men han menar samtidigt att detta inte är oproblematiskt.
I februari 2021 släppte Expo en rapport i samarbete med organisationerna Hope not Hate och Amadeu Antonio Stiftung om extremhögern i Europa.

## Utmärkelser
Centrum mot rasism delade 2005 ut ett pris på 30 000 kr till Expo. Under 2006 beviljades man en halv miljon kronor per år under en femårsperiod från samma stiftelse. I januari 2008 premierades 14 Expo-medarbetare med sammanlagt 350 000 kronor från artister mot nazister. Stockholms läns landsting delade 2006 ut ett pris på 20 000 kr till Expo. Stiftelsen Expo har fått in 371 000 Euro (ungefär 3,5 miljoner kronor) via sina kontrakt som nationell samordnare för projekten RAXEN3 - RAXEN 6.
År 2009 tilldelades Expo det första Stieg Larsson-priset om 200 000 kronor. Samma år tilldelades de också Dawit Isaak-priset på 10 000 kronor för sitt arbete för demokrati och yttrandefrihet.
År 2016 delade Europaparlamentet ut Europeiska medborgarpriset till Expo för sitt "arbete för att värna demokrati och yttrandefrihet mot rasism, antisemitism och främlingsfientlighet i det svenska samhället".

## Relationen till Sverigedemokraterna
Expo har under många år återkommande bevakat Sverigedemokraterna, partiets bakgrund och företrädare, samt dess invandrings- och integrationspolitik. Expo har bland annat beskrivit partiet som "navet i svensk extremhöger". År 2014 gav Expo ut en "vitbok" om SD:s historia.
Expos inställning till SD har ofta mötts med motkritik från Sverigedemokraternas ledning och andra företrädare för partiet. Sverigedemokraternas presschef Henrik Vinge har till exempel beskrivit Expo som "vänsterextrema".
Expos chefredaktör Daniel Poohl gav, tillsammans med medförfattaren Mikael Ekman, år 2010 boken Ut ur skuggan, som är en kritisk granskning av Sverigedemokraterna.